# Domașnea, Caraș-Severin
Domașnea este satul de reședință al comunei cu același nume din județul Caraș-Severin, Banat, România.

## Obiective turistice
- Biserica „Sfântul Atanasie al Athonului” - monument istoric

## Personalități
- Ilie Românul (1888 - 1962), deputat în Marea Adunare Națională de la Alba Iulia 1918

## Imagini

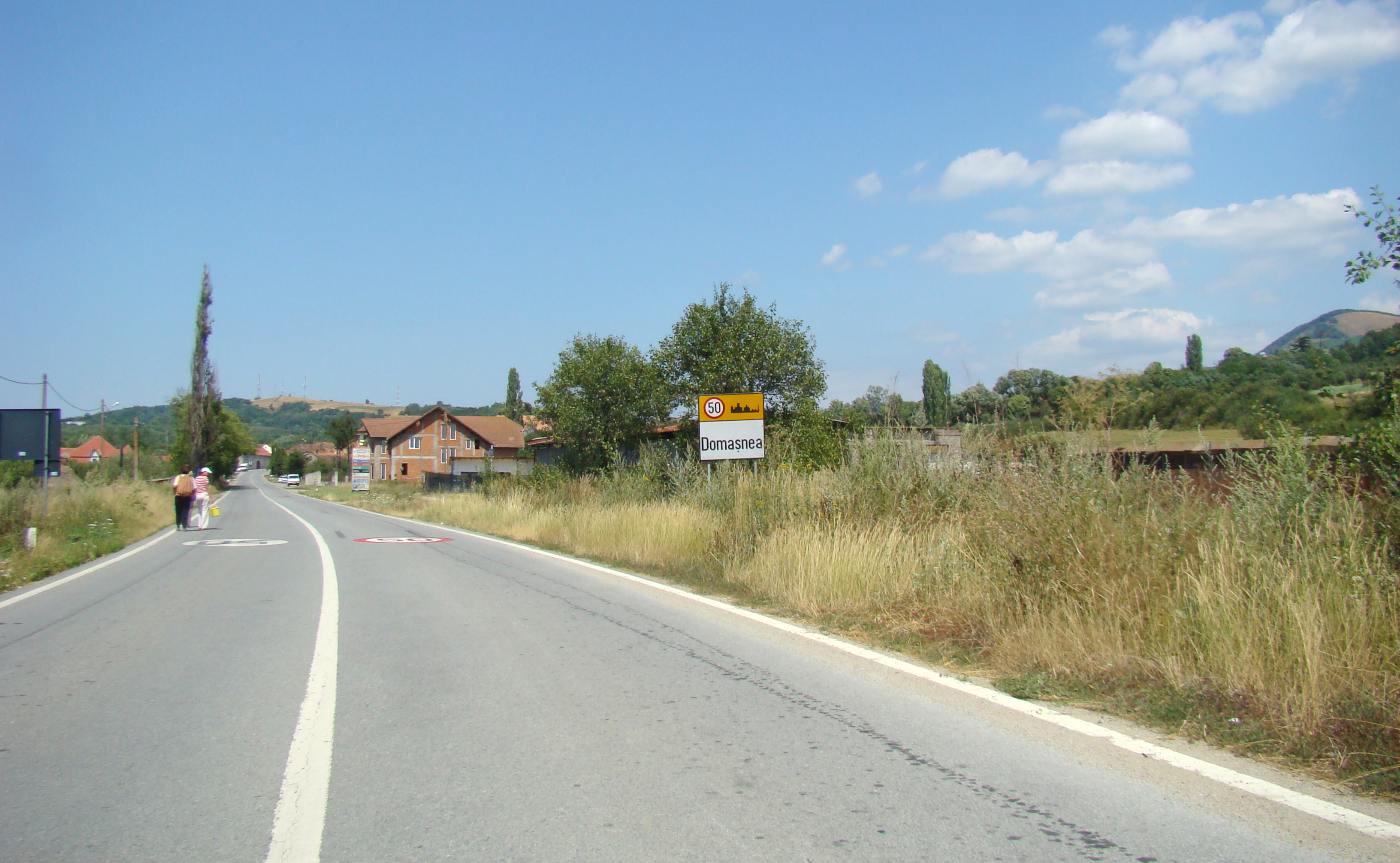
Intrarea în localitate
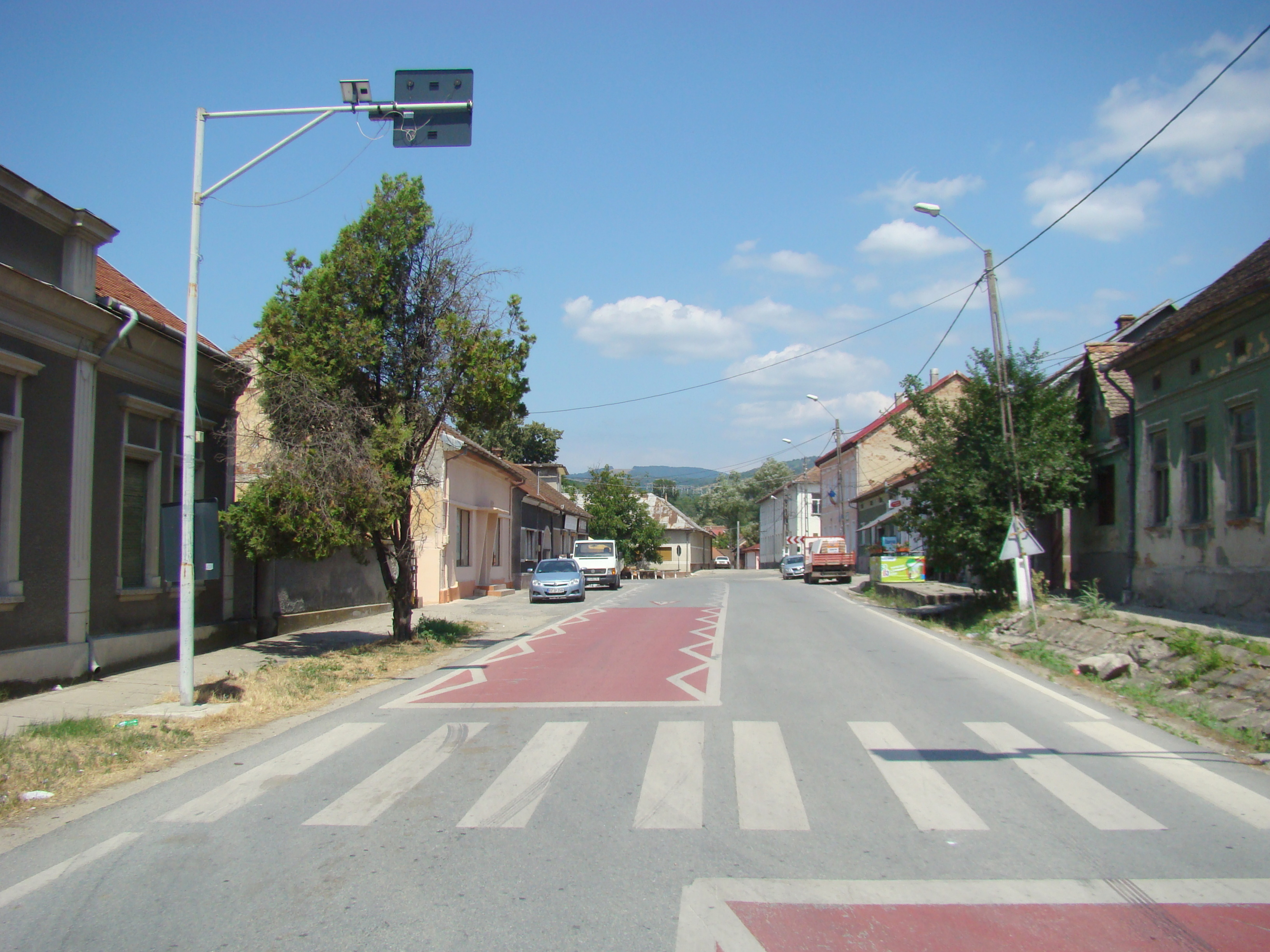
Centrul localității
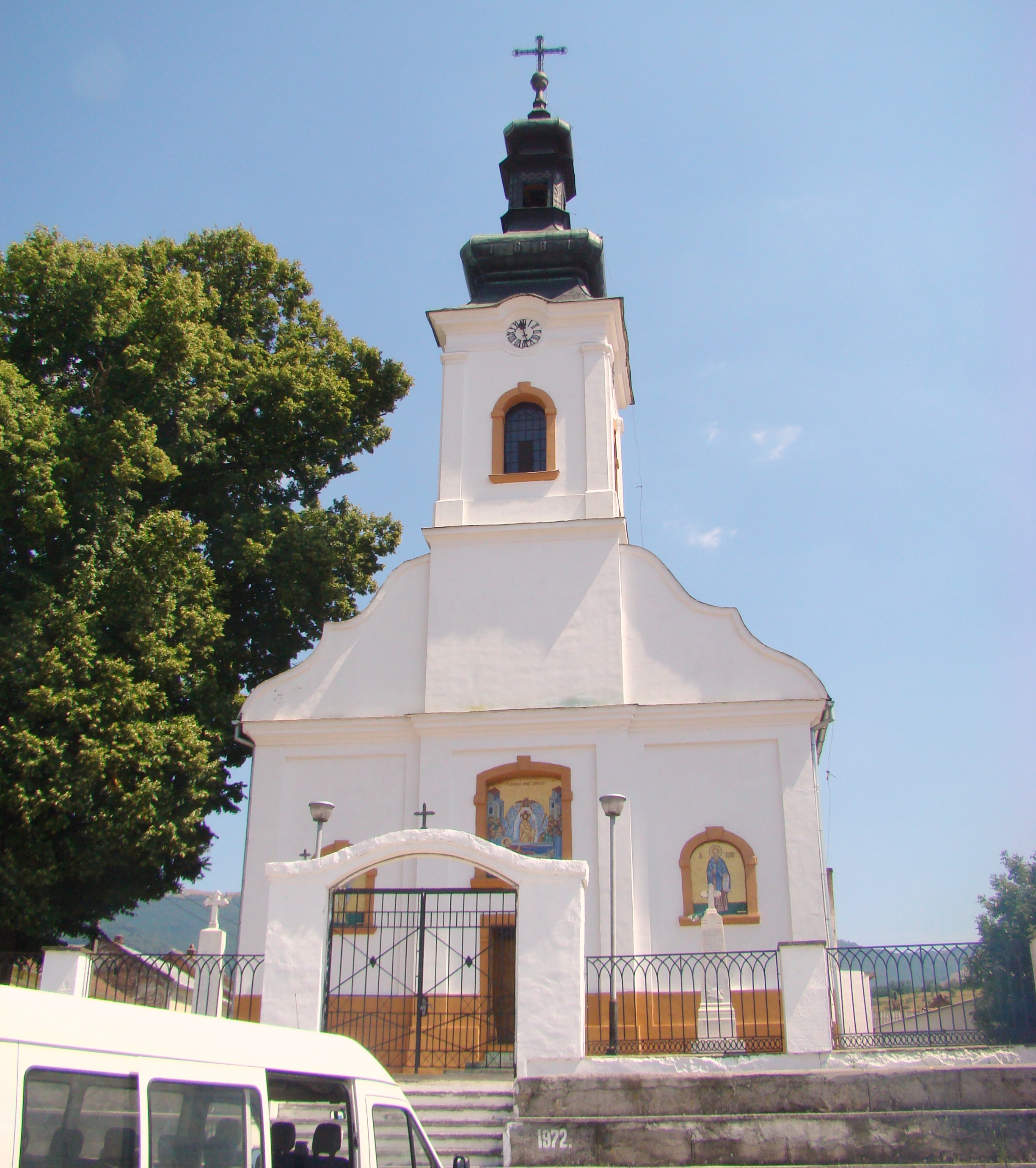
Biserica „Sfântul Atanasie” (monument istoric)
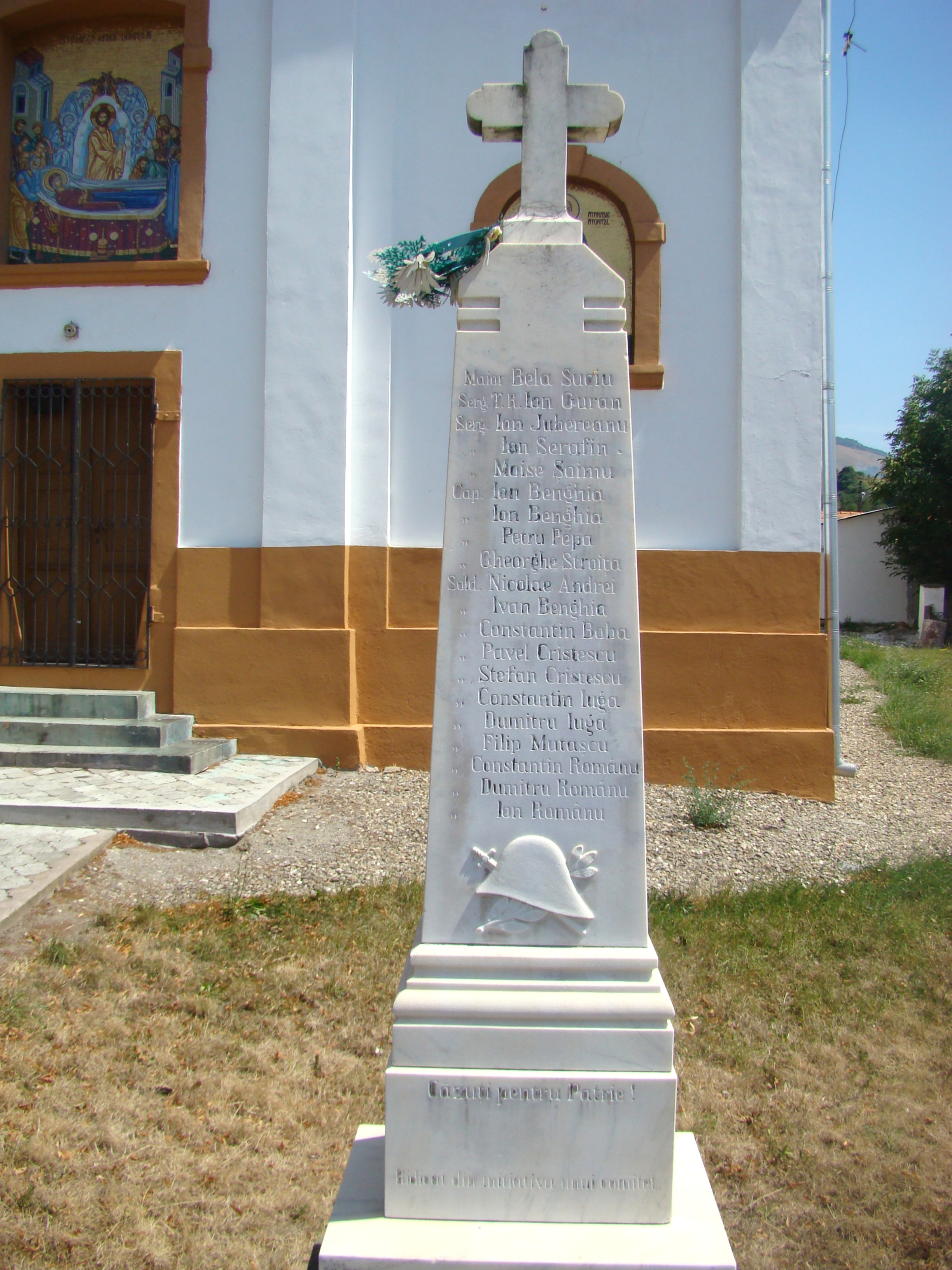
Monumentul eroilor
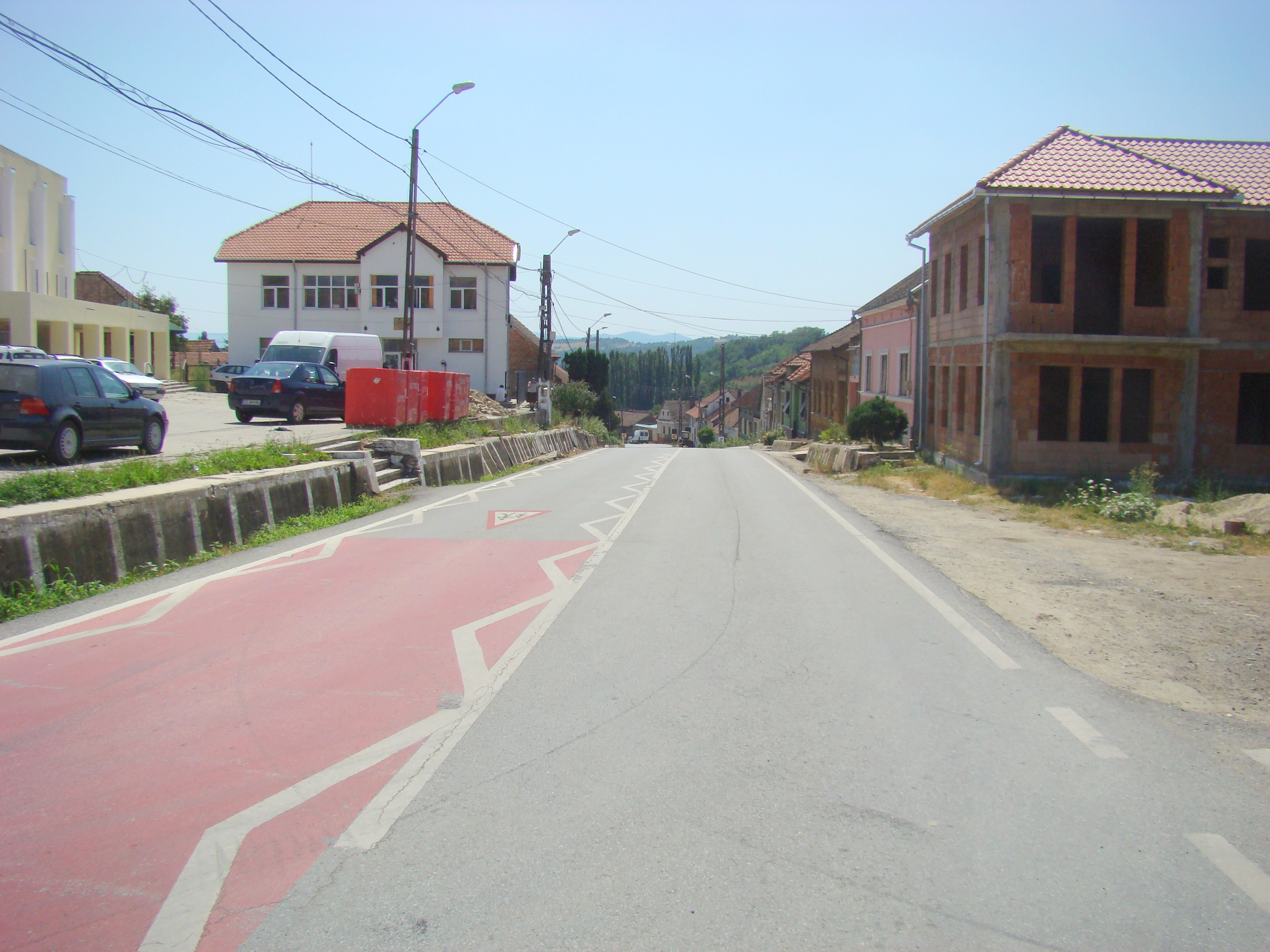
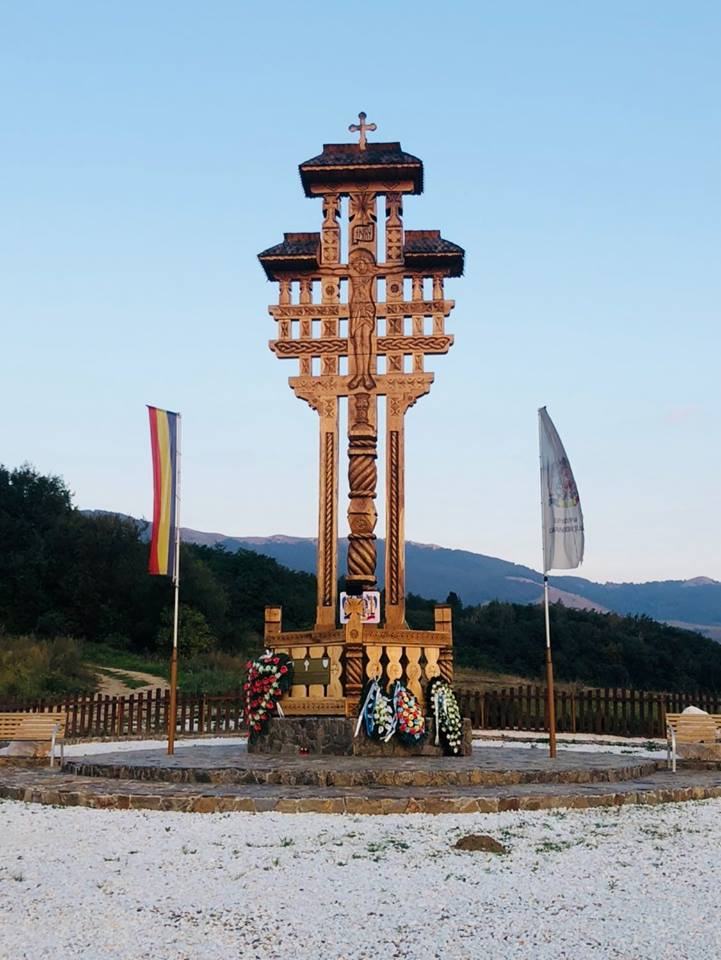
Crucea-monument de la Domașnea